# PageRank

Google ordena los resultados de la búsqueda utilizando su propio algoritmo PageRank. A cada página web se le asigna un número en función del número de enlaces de otras páginas que la apuntan, el valor de esas páginas y otros criterios no públicos.

PageRank es una familia de algoritmos creada y desarrollada por la compañía tecnológica estadounidense Google para optimizar las búsquedas de páginas web. Patentado el 9 de enero de 1999, es la base lógica sobre la que se fundamenta su motor de búsqueda, que en poco tiempo se impondría a todos sus competidores, incluidos AltaVista y Yahoo! Fue desarrollado por Larry Page (apellido del que toma su nombre) y Serguéi Brin.
PageRank confía en la naturaleza democrática de la web utilizando su vasta estructura de enlaces como un indicador del valor de una página en concreto. Google interpreta un enlace de una página A a una página B como un voto, de la página A, para la página B. Pero Google mira más allá del volumen de votos, o enlaces que una página recibe; también analiza la página que emite el voto. Los votos emitidos por las páginas consideradas "importantes", es decir con un PageRank elevado, valen más, y ayudan a hacer a otras páginas "importantes". Por lo tanto, el PageRank de una página refleja la importancia de esta en Internet.

## Algoritmo
El algoritmo inicial del PageRank lo podemos encontrar en el documento original donde sus creadores presentaron el prototipo de Google: “The Anatomy of a Large-Scale Hypertextual Web Search Engine":

{\displaystyle {\rm {PR}}(A)=(1-d)+d\sum _{i=1}^{n}{{\rm {PR}}(i) \over C(i)}}

Donde:
- {\displaystyle {\rm {PR}}(A)} es el PageRank de la página A.
- d es un factor de amortiguación que tiene un valor entre 0 y 1.
- {\displaystyle {\rm {PR}}(i)} son los valores de PageRank que tienen cada una de las páginas i que enlazan a A.
- C(i) es el número total de enlaces salientes de la página i (sean o no hacia A).

Esta fórmula tiene su fundamento matemático en los grafos dirigidos (cada web es un nodo y los hipervínculos los caminos dirigidos), sus matrices de adyacencia y en las cadenas de Markov asociadas al proceso de búsqueda.
Algunos expertos aseguran que el valor de la variable d suele ser 0,85. Representa la probabilidad de que un navegante continúe pulsando links al navegar por Internet en vez de escribir una url directamente en la barra de direcciones o pulsar uno de sus marcadores y es un valor establecido por Google. Por lo tanto, la probabilidad de que el usuario deje de pulsar links y navegue directamente a otra web aleatoria es 1-d. La introducción del factor de amortiguación en la fórmula resta algo de peso a todas las páginas de Internet y consigue que las páginas que no tienen enlaces a ninguna otra página no salgan especialmente beneficiadas. Si un usuario aterriza en una página sin enlaces, lo que hará será navegar a cualquier otra página aleatoriamente, lo que equivale a suponer que una página sin enlaces salientes tiene enlaces a todas las páginas de Internet.
La calidad de la página y el número de posiciones que ascienda se determina por una "votación" entre todas las demás páginas de la World Wide Web acerca del nivel de importancia que tiene esa página. Un hiperenlace a una página cuenta como un voto de apoyo. El PageRank de una página se define recursivamente y depende del número y PageRank de todas las páginas que la enlazan. Una página que está enlazada por muchas páginas con un PageRank alto consigue también un PageRank alto. Si no hay enlaces a una página web, no hay apoyo a esa página específica. El PageRank de la barra de Google va de 0 a 10. Diez es el máximo PageRank posible y son muy pocos los sitios que gozan de esta calificación, 1 es la calificación mínima que recibe un sitio normal, y cero significa que el sitio ha sido penalizado o aún no ha recibido una calificación de PageRank. Parece ser una escala logarítmica. Los detalles exactos de esta escala son desconocidos. En los últimos tiempos Google está tratando de mantener un poco "privado" su PageRank para evitar manipulaciones, pero existen sitios donde se puede comprobar el PageRank.
Una alternativa al algoritmo PageRank propuesto por Jon Kleinberg, es el algoritmo HITS.

### Manipulación
Debido a la importancia comercial que tiene aparecer entre los primeros resultados del buscador, se han diseñado métodos para manipular artificialmente el PageRank de una página. Entre estos métodos hay que destacar el spam, consistente en añadir enlaces a una cierta página web en lugares como blogs, libros de visitas, foros de Internet, etc. con la intención de incrementar el número de enlaces que apuntan a la página.
A principios del 2005 Google implementó un nuevo atributo para hiperenlaces rel="nofollow" como un intento de luchar contra el spam. De esta forma cuando se calcula el peso de una página, no se tienen en cuenta los links que tengan este atributo.

## Antecedentes
PageRank ha tomado su modelo del Science Citation Index (SCI) elaborado por Eugene Garfield para el Instituto para la Información Científica (ISI) en los Estados Unidos durante la década del 50. El SCI pretende resolver la asignación objetiva de méritos científicos suponiendo que los investigadores cuyo factor de impacto (número de publicaciones y/o referencias bibliográficas en otros trabajos científicos) es más alto, colaboran en mayor medida con el desarrollo de su área de investigación. El índice de citación es un elemento determinante para seleccionar qué investigadores reciben becas y recursos de investigación.

## Últimas actualizaciones del PageRank
Las actualizaciones del PageRank tenía lugar algunas veces al año, y tardan varios días en completarse. Aquí se pueden ver las fechas de actualizaciones del Pagerank.
- 1.ª semana de diciembre del 2013
- 1.ª semana de noviembre de 2012
- 1.ª semana de agosto de 2012
- 1.ª semana de mayo de 2012
- 1.ª semana de febrero de 2012
- 2.ª semana de noviembre de 2011
- 4.ª semana de junio de 2011
- 3.ª semana de enero de 2011[5]
- 1.ª semana de abril de 2010
- 4.ª semana de diciembre de 2009
- 4.ª semana de octubre de 2009
- 4.ª semana de mayo de 2009
- 4.ª semana de marzo de 2009
- 4.ª semana de diciembre de 2008
- 3.ª semana de octubre de 2008
- 4.ª semana de julio de 2008
- 4.ª semana de mayo de 2008
- 2.ª semana de marzo de 2008
- 2.ª semana de enero de 2008
- 4.ª semana de octubre de 2007
- 4.ª semana de abril de 2007
- 3.ª semana de enero de 2007
- 2.ª semana de octubre de 2006
- 2.ª semana de julio de 2006

Actualmente, lleva sin actualizarse desde 2013.